# Aphaenogaster barbigula
Aphaenogaster barbigula é uma espécie de inseto do gênero Aphaenogaster, pertencente à família Formicidae.